# ندى مرتضى الصباح
ندى محسن مرتضى الصباح هي الأمينة العامة لمجلس القيادة الجامعية، وهي مجموعة تعمل على تحسين الفرص التعليمية في دولة الإمارات العربية المتحدة، كما شغلت منصب نائب رئيس الجامعة لشؤون التنمية والخريجين في الجامعة الأمريكية في الشارقة (AUS)، وكانت من أوائل أعضاء هيئة التدريس الذين انضموا إلى الجامعة الأمريكية في الشارقة عندما افتتحت في عام 1997.

## التعليم
حاصلة على شهادة البكالوريوس من الجامعة الأمريكية في بيروت عام 1991، وحاصلة على جائزة بنروز والتي تُمنح إلى "الخريجة المتميزة من كل كلية على أساس المنحة والشخصية والقيادة والمساهمة في الحياة الجامعية"، وحاصلة على دكتوراه في القانون العام من جامعة بانتيون أساس.